# Robert Mulligan
Robert Mulligan (New York, 23 agosto 1925 – Lyme, 20 dicembre 2008) è stato un regista statunitense.

## Biografia
Nato nel Bronx nel 1925, era il fratello maggiore dell'attore Richard Mulligan; al termine della seconda guerra mondiale venne assunto come impiegato presso il New York Times per passare dopo breve tempo a lavorare come fattorino presso la rete televisiva CBS, diventando in seguito regista di serie televisive. Tra il 1948 e il 1957 realizzò gli episodi di "The Philco Television Playhouse", "Studio One" tra il 1948 e il 1958 e "Suspense", di cui fu il regista principale.
Il suo debutto al cinema avvenne con il film Prigioniero della paura ispirato alla omonima autobiografia del campione di baseball Jim Piersall. Nel 1963 fu candidato all'Oscar come miglior regista per Il buio oltre la siepe. Nel 1972 fu invece nominato al Golden Globe come miglior regista per Quell'estate del '42.

### Vita privata
Dal 1951 al 1968 fu sposato con l'attrice Jane Lee Sutherland da cui ebbe tre figli. Nel 1971 si unì in matrimonio con Sandy, e insieme a lei visse fino alla morte avvenuta nel 2008, a 83 anni, per insufficienza cardiaca.

## Filmografia
- Prigioniero della paura (Fear Strikes Out) (1957)
- Ragazzi di provincia (The Rat Race) (1960)
- Il grande impostore (The Great Impostor) (1961)
- Torna a settembre (Come September) (1961)
- La strada a spirale (The Spiral Road) (1962)
- Il buio oltre la siepe (To Kill a Mockingbird) (1962)
- Strano incontro (Love with the Proper Stranger) (1963)
- L'ultimo tentativo (Baby the Rain Must Fall) (1965)
- Lo strano mondo di Daisy Clover (Inside Daisy Clover) (1965)
- Su per la discesa (Up the Down Staircase) (1967)
- La notte dell'agguato (The Stalking Moon) (1968)
- The Pursuit of Happiness (1971)
- Quell'estate del '42 (Summer of '42) (1971)
- Chi è l'altro? (The Other) (1972)
- Il mediatore (The Nickel Ride ) (1974)
- Lo stesso giorno, il prossimo anno (Same Time, Next Year) (1978)
- Una strada chiamata domani (Bloodbrothers) (1978)
- C'è... un fantasma tra noi due (Kiss Me Goodbye) (1982)
- Il grande cuore di Clara (Clara's Heart) (1988)
- L'uomo della luna (The Man in the Moon) (1991)

## Premi e riconoscimenti
- Premio Oscar
  - 1963 – Candidatura per il miglior regista per Il buio oltre la siepe
- Primetime Emmy Awards
  - 1960 - Migliore regia di una serie drammatica - The Moon and Sixpence